# スペクトラム BEST '81
『スペクトラム BEST '81』（スペクトラム ベスト エイティワン）は、1981年に発売されたスペクトラムのベスト・アルバム。
1983年、『スペクトラム伝説』に改題され、再発された。

## 収録曲
1. トマト・イッパツ (TOMATO IPPATSU)（作詞：宮下康仁 作曲：スペクトラム）
デビューアルバム『SPECTRUM』及びデビューシングルのA面に収録された曲。
2. ロックン・ロール・サーカス (ROCK'N ROLL CIRCUS)（作詞：宮下康仁 作曲：スペクトラム）
『SPECTRUM』収録曲。
3. アクト・ショー (ACT-SHOW)（作詞：宮下康仁 作曲：スペクトラム）
『SPECTRUM』収録曲。
4. ミーチャン GOING TO THE HOIKUEN（作詞・作曲：スペクトラム）
アルバム『OPTICAL SUNRISE』収録曲。
5. F・L・Y（作詞：Mabo 作曲：スペクトラム）
『OPTICAL SUNRISE』収録曲。
6. サンライズ (SUNRISE)（作詞：山川啓介 作曲：スペクトラム）
シングルバージョンを収録。
7. モーション (MOTION)（作詞：桑田佳祐 作曲：スペクトラム）
『OPTICAL SUNRISE』収録曲。
8. Night Night Knight（作詞：巻上公一 作曲：渡辺直樹）
シングルバージョンを収録。
9. 夜明け（アルバ）（作詞：近田春夫、スペクトラム 作曲：スペクトラム）
シングルバージョンを収録。
10. パッシング・ドリーム (PASSING DREAM)（作詞：宮下康仁 作曲：スペクトラム）
『SPECTRUM』収録曲。
11. ソング (SONG)（作詞：宮下康仁 作曲：スペクトラム）
『OPTICAL SUNRISE』収録曲。
12. イン・ザ・スペース (IN THE SPACE)（作詞：宮下康仁 作曲：スペクトラム）
シングルバージョンを収録。

- 編曲：スペクトラム